# Stenbergmania
Stenbergmania là một chi bướm đêm thuộc họ Erebidae.